# Plaza del Chicharro

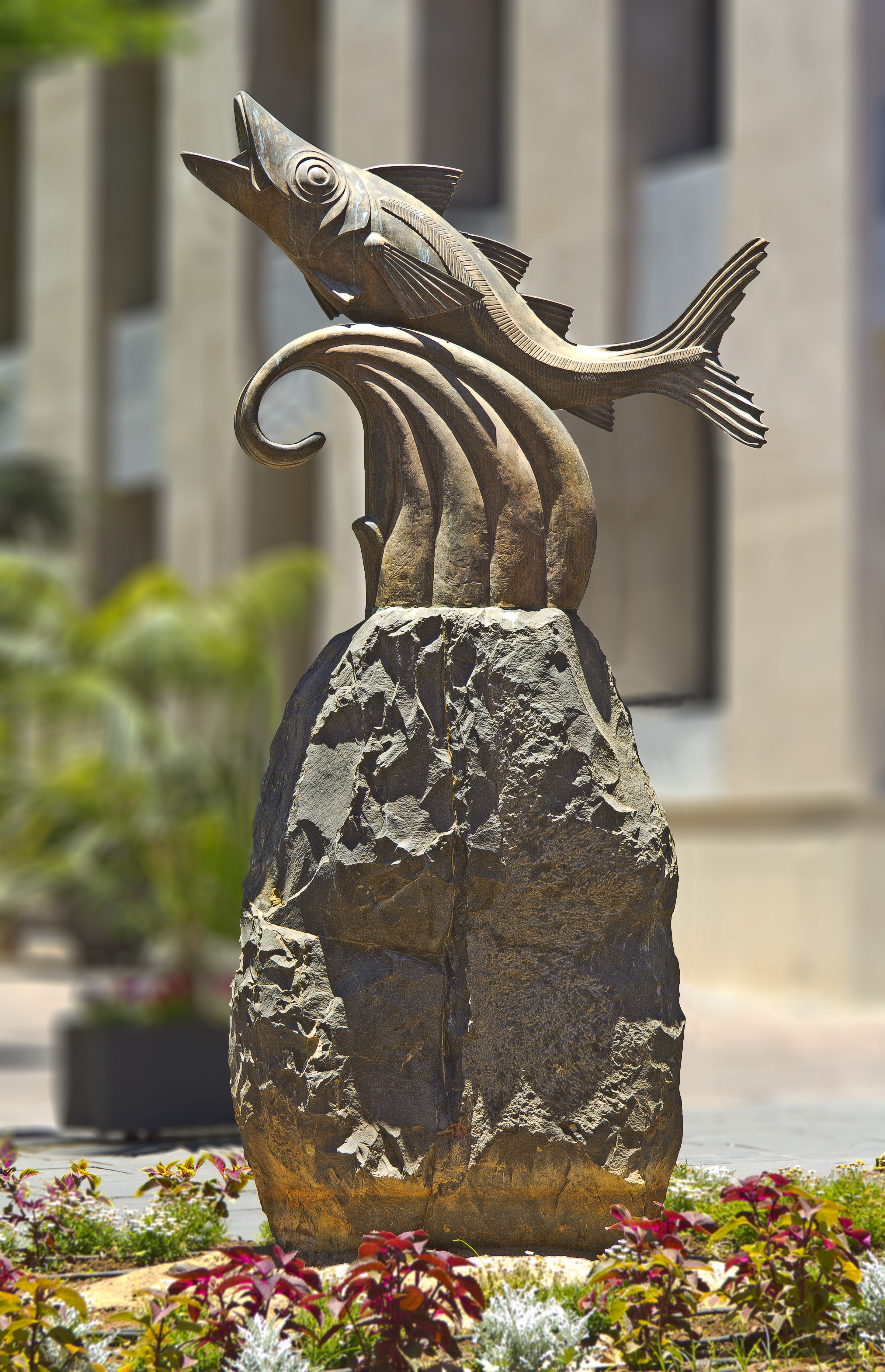
Escultura de El Chicharro

La plaza del Chicharro, es una pequeña plaza situada en la ciudad de Santa Cruz de Tenerife (Tenerife, Canarias, España), se encuentra cerca de la Plaza del Príncipe en pleno centro de la capital. 
El nombre original de la plaza del Chicharro fue Alférez Provisional, hasta que cambió de nombre tras una iniciativa vecinal, tras la colocación en el centro de la misma de la emblemática escultura alegórica al Chicharro, que le da el actual nombre a la plaza. Esta simbólica escultura de bronce fue colocada originalmente en 1979, pero en el año 2000 fue objeto de un robo y fue prácticamente destruida, por lo que en 2003 se colocó la actual que es una réplica exacta de la original. La escultura se ha convertido en el símbolo alegórico de la ciudad.